# Batocera quercinea
Batocera quercinea är en skalbaggsart som beskrevs av Wang, Zhang, Zheng, Zhang och Zheng 1993. Batocera quercinea ingår i släktet Batocera och familjen långhorningar. Inga underarter finns listade.